# Миколо-Тихвінський монастир (Київ)
Миколо-Тихвинський жіночий монастир — жіночий монастир в Києві, розташований у сквері, обмеженому проспектом Науки, вулицею Блакитного та провулком Тиврівським. Голосіївська пустинь виступила фундатором монастиря.

## Історія створення
26 квітня 2007 на засіданні Секції містобудування та архітектури Архітектурно-містобудівної ради при Головному управлінні містобудування, архітектури та дизайну міського середовища було розглянуто Містобудівне обґрунтування визначення параметрів будівництва комплексу храмових споруд та благодійного Православного центру духовної освіти за адресою: пров. Тихвінський (зараз Тиврівський), 1, Голосіївський район міста Києва.

## Проєктування
Замовник — УПЦ Церква Тихвінської ікони Божої Матері, проєктна організація — ВНМДІЦ архітектурної спадщини. Головним архітектором проєкту виступив Пекло В'ячеслав Васильович.